# 亞羅瓦斯洛比德卡
48°57′6″N 27°2′22″E / 48.95167°N 27.03944°E
亞羅瓦斯洛比德卡（烏克蘭語：Ярова Слобідка）是位於烏克蘭西部赫梅利尼茨基州裏卡緬涅茨-波多利斯基區的杜納伊夫齊市鎮的村莊，始建於1615年，面積0.74平方公里，海拔高度239米，2015年人口34，人口密度每平方公里45.9人。